# Оріхово-Василівка
Орі́хово-Васи́лівка — село Соледарської міської громади Бахмутського району Донецької області в Україні.

## Географія
У селі бере початок річка Кудлина.

## Історія
За даними 1859 року Василівка, панське село, над безіменною річкою, 24 господ, 255 осіб.
Село постраждало внаслідок геноциду українського народу, вчиненого урядом СРСР у 1932—1933 роках, кількість встановлених жертв — 23 людей.
3 травня 2015-го, підірвавшись на міні поблизу села Оріхово-Василівка під час виконання бойових завдань, загинув солдат 17-ї бригади Володимир Воронін.
7 лютого 2023 року поблизу села відбувся бій

## Відомі люди
- Рибалко Микола Олександрович — донецький поет, автор більше двох десятків поетичних збірок, лауреат літературної премії імені Миколи Островського (1968 рік), лауреат Державної премії імені Т. Г. Шевченка (1985 рік).